# 関矢儀八郎

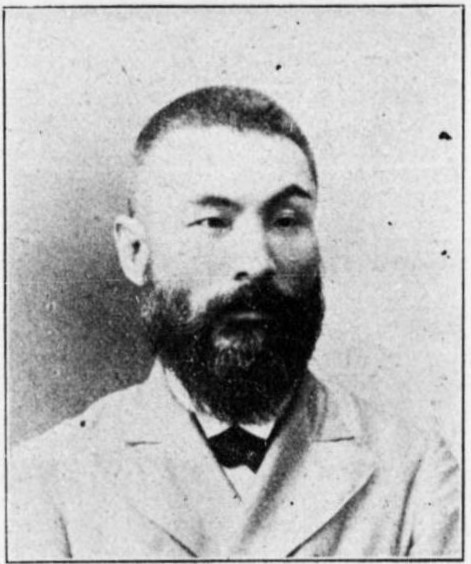
関矢儀八郎

関矢 儀八郎（せきや ぎはちろう、1858年12月3日（安政5年10月28日）- 1924年（大正13年）11月22日）は、明治から大正期の実業家、政治家。衆議院議員。号・剣山人。

## 経歴
越後国刈羽郡剣野村（新潟県刈羽郡枇杷島村大字剣野、柏崎町を経て現柏崎市剣野）で、関矢福右衛門の長男として生まれる。1880年（明治13年）9月に家督を相続した。
柏崎県立学校などで学び、上條義塾の漢学教師を務めた。自由民権運動に加わり、1883年（明治16年）の高田事件で検挙された。その後、新潟市に移り、北越学館漢学教師を務め、東北日報、自由新報の記者となった。沿海州の漁業、ロシアとの貿易に着目して、北陸地方の発展のための必要性を訴えた。
関矢は自ら北洋漁業、交易に乗り出し、1889年（明治22年）に石川県で「魁丸 (さきがけまる)」を購入して同年9月に沿海州に向かい、交易とサケ・マス漁を行って同年11月に新潟港に帰港した。また、新潟とウラジオストクの航路開設にも尽力したが、当初は新潟市民の理解得られず独力で調査などを行い、1896年（明治29年）の政府命令直航定期航路の開設に貢献した。また、1894年（明治27年）から1922年（大正11年）までオホーツク海での漁業を行い、1904年（明治37年）から米領アラスカ、翌年には英領カナダでの漁業を試行した。1904年から沿海州での漁業を開始し、1906年（明治39年）沿海州漁場の租借が認められ、露領水産組合評議員、同新潟支部長を務めた。
政界では、1889年、刈羽郡から立候補して新潟県会議員に選出され3期在任し、同常置委員も務めた。1902年（明治35年）8月の第7回衆議院議員総選挙に新潟県郡部から立憲政友会公認で出馬して初当選し、翌年3月の第8回総選挙でも再選された。1917年（大正6年）4月の第13回総選挙に新潟県新潟市から出馬して再選され、衆議院議員に通算3期在任した。この間、立憲政友会協議員などを務めた。